# Quem Quer Ser Milionário?
Quem Quer Ser Milionário? foi um concurso de televisão português de perguntas de cultura geral e de conhecimento, cujo objetivo é acertar sucessivamente a 15 perguntas de escolha-múltipla para alcançar o prémio máximo de 100 000 €, sendo que cada pergunta corresponde a uma determinada quantia.  
O programa foi transmitido pela RTP e apresentado sucessivamente por Carlos Cruz, Maria Elisa Domingues, Diogo Infante, Jorge Gabriel e Manuela Moura Guedes.
O programa é baseado no formato original britânico do concurso Who Wants to Be a Millionaire?, criado pela Celador Productions. Até 2005, a versão portuguesa era produzida pela Endemol Portugal. A de 2008 foi da responsabilidade da CBV Produções Televisivas, uma empresa formada por "dissidentes" da Endemol Portugal, incluindo o ex-director geral Piet-Hein Bakker. A partir de 2013, foi da responsabilidade da Valentim de Carvalho Televisão.
Em 2010 chegou a Portugal o Quem Quer Ser Milionário? - Alta Pressão, uma nova versão modificada do concurso; baseada na versão australiana denominada "Millionaire Hot Seat" (literalmente Milionário Cadeira Quente).

## Modalidade de Jogo
No início de cada sessão, o apresentador introduz ao set de gravação seis concorrentes, apresenta-os e informa de onde são. Eles terão que passar primeiro por uma ronda preliminar denominada "Dedo Rápido", em que os concorrentes precisam ordenar quatro alternativas na ordem correta dentro de 20 segundos. Quem acertar no menor tempo possível é chamado para sentar no meio do palco e começar a responder às perguntas, que são no total 15 para se conquistar o prémio máximo oferecido.
A dificuldade previsível aumenta, conforme o valor vai aumentando, começando pelo mais fácil, chegando ao mais difícil. As sequências de prémios adotadas na versão portuguesa são as seguintes:
| 1.ª, 2.ª, 3.ª Edições | 4.ª Edição | 5.ª Edição | 6.ª edição |
| --- | --- | --- | --- |
| - 5000$00 - 10 000$00 - 25 000$00 - 50 000$00 - 75 000$00 - 150 000$00 - 225 000$00 - 450 000$00 - 900 000$00 - 1 750 000$00 - 3 500 000$00 - 7 500 000$00 - 12 500 000$00 - 25 000 000$00 - 50 000 000$00 | - 25 € - 50 € - 125 € - 250 € - 500 € - 750 € - 1500 € - 2500 € - 5000 € - 10 000 € - 16 000 € - 32 000 € - 64 000 € - 125 000 € - 250 000 € | - 25 € - 50 € - 125 € - 250 € - 500 € - 750 € - 1500 € - 2500 € - 5000 € - 7500 € - 12 500 € - 25 000 € - 50 000 € - 100 000 € - 250 000 € | - 50 € - 100 € - 200 € - 300 € - 500 € - 700 € - 1200 € - 2000 € - 3000 € - 4000 € - 6000 € - 12 000 € - 20 000 € - 30 000 € - 100 000 € |

O concorrente dispõe de quatro ajudas que poderá utilizar no momento que quiser, mas uma única vez durante o seu percurso, e que são:
- 50:50: O computador elimina aleatoriamente duas respostas erradas, ficando apenas com a resposta certa e uma resposta errada;
- Telefonar: O concorrente tem 30 segundos para falar com alguém da sua escolha que possa lhe ajudar;
- Ajuda do público: O auditório vota por meio de um dispositivo electrónico na resposta que achar correcta;
- Troca: O concorrente tem a possibilidade de trocar a pergunta por outra do mesmo grau de dificuldade; esta ajuda só se obtém a partir da 6.ª pergunta. Esta ajuda foi adicionada somente na 5.ª edição, em 2008.

Há ainda dois patamares de segurança importantes durante o percurso, que são a 5.ª e 10.ª perguntas, em que o concorrente garante esse valor obtido mesmo se errar a pergunta seguinte. O concorrente também pode parar no momento que quiser e levar o valor já conquistado; depois deixa o palco, onde o apresentador fará uma nova ronda preliminar para a escolha de um novo aspirante ao prémio.
Até este momento, cinco pessoas em Portugal atingiram o prémio máximo:
- Renata Morgado, em Maio de 2000 (ela foi a primeira mulher a ganhar o prémio máximo do programa em todo o mundo);
- Ana Damásio, em Setembro de 2000;
- José Fernandes, em Abril de 2001;
- António Franco, em 29 de Dezembro de 2003;
- José Moura, em 7 de Fevereiro de 2014.

O mais interessante no programa, e o que o difere de outros do género, são a tensão e o suspense criados pelo apresentador, em vez do fator velocidade presente em outros programas.

## Edições
- A 1.ª edição (24 de Janeiro de 2000 a Maio de 2000) foi apresentada por Carlos Cruz;
- A 2.ª edição (Setembro de 2000 a Janeiro de 2001) foi apresentada por Maria Elisa Domingues;
- A 3.ª edição (Janeiro de 2001 a Abril de 2001) foi apresentada por Diogo Infante;
- A 4.ª edição (29 de Setembro de 2003 a 13 de Fevereiro de 2004 e 9 de Setembro de 2004 a 11 de Janeiro de 2005) foi apresentada por Jorge Gabriel;
- A 5.ª edição (28 de Janeiro de 2008 a 6 de Junho de 2008) foi, mais uma vez, apresentada por Jorge Gabriel;
- A 6.ª edição (23 de Setembro de 2013 a 24 de Abril de 2015) foi apresentada por Manuela Moura Guedes.

## Audiências

### 4.ª edição
| Episódio | Dia e horário                                     | Espectadores | Rating | Share | Referência |
| -------- | ------------------------------------------------- | ------------ | ------ | ----- | ---------- |
| 1        | Segunda-feira, 29 de setembro de 2003 21:12-21:52 | 1 300 000    | 14,1%  | 33,2% | [ 1 ]      |

### 5.ª edição
| Episódio | Dia e horário                                   | Espectadores | Rating | Share | Referência |
| -------- | ----------------------------------------------- | ------------ | ------ | ----- | ---------- |
| 1        | Quinta-feira, 9 de setembro de 2004 21:29-22:26 | 796 800      | 8,3%   | 19,6% | [ 2 ]      |

### 6.ª edição
| Episódio | Dia e horário                                     | Espectadores | Rating | Share | Referência |
| -------- | ------------------------------------------------- | ------------ | ------ | ----- | ---------- |
| 1        | Segunda-feira, 23 de setembro de 2013 22:00-22:45 | 524 000      | 5.4%   | 11.3% | [ 3 ]      |
| #        | Sexta-feira, 24 de abril de 2015 23:17-00:07      | 380 000      | 4.0%   | 12.1% |            |

## Versões em outros países
- Who Wants to Be a Millionaire? - versão original (britânica)
- Show do Milhão - programa brasileiro similar, inspirado no formato original
- Quem Quer Ser Um Milionário? - versão brasileira apresentado por Luciano Huck